# Закопиття (станція)
Закопи́ття (біл. Закапы́цце) — залізнична станція Гомельського відділення Білоруської залізниці на неелектрифікованій лінії Унеча — Гомель між станцією Добруш (11,6 км) та за 8 км від державного кордону Білорусі з Росією.
Розташована за 4,8 км на північний схід населенного пункта Селище-1, в Чорнобильській зоні відселення та відчуження.
Використовується як роз'їзд. Є стиковою з Брянським регіоном Московської залізниці.
Від станції відгалужувалася під'їзна колія до колишньої військової частини.

## Пасажирське сполучення
Приміський рух на станції відсутній (за винятком, призначаються рейси під час Радуниці).
Найближча залізнична станція — Добруш, від якої здійснюється приміський рух поїздами регіональних ліній економкласу сполученням Гомель — Добруш.